# Excentricité (mathématiques)
Pour les articles homonymes, voir excentricité.

Excentricité des différentes coniques. L'ellipse dessinée correspond à e = 0,5 et l'hyperbole à e = 2.

En géométrie euclidienne, l'excentricité est un paramètre caractéristique d'une courbe conique. C'est un nombre réel positif, souvent noté e.
Les coniques apparaissent notamment en mécanique newtonienne avec la trajectoire d’un corps ponctuel dans un champ gravitationnel radial. C’est donc, en première approximation, la forme des trajectoires des planètes autour du soleil, de leurs satellites et des comètes.
Lorsqu’un corps a une trajectoire elliptique autour du soleil, ce dernier ne se trouve pas au centre de l’ellipse mais en l’un de ses foyers. L’excentricité mesure alors le décalage du foyer sur l’axe principal de l’ellipse. Elle est proche de 0 pour une trajectoire presque circulaire, et plus proche de 1 quand l’ellipse est très allongée.

## Définition
Une conique est une courbe obtenue par section plane d’un cône de l’espace tridimensionnel euclidien. Elle se réalise aussi comme l’ensemble des points d’annulation d’une fonction quadratique, ou encore comme une courbe de niveau du rapport entre la distance à un point fixé (le foyer) et la distance à une droite (directrice).
Dans un repère orthonormal adapté, l’équation d’une conique non dégénérée se met sous l’une des trois formes suivantes :-
- {\displaystyle {\frac {x^{2}}{a^{2}}}+{\frac {y^{2}}{b^{2}}}=1} avec {\displaystyle a\geq b} : la courbe est une ellipse ou un cercle et son excentricité s’écrit {\displaystyle e={\sqrt {1-{\frac {b^{2}}{a^{2}}}}}}
- {\displaystyle {\frac {x^{2}}{a^{2}}}-{\frac {y^{2}}{b^{2}}}=1} : la courbe est une hyperbole et son excentricité s’écrit {\displaystyle e={\sqrt {1+{\frac {b^{2}}{a^{2}}}}}}
- {\displaystyle y^{2}=2px} : la courbe est une parabole et son excentricité vaut 1.

Sauf pour le cercle, l'excentricité est le nombre positif {\displaystyle e} tel que :
{\displaystyle e={\frac {\mathrm {MF} }{\mathrm {MH} }}}
où le point F est un foyer et le point H désigne le projeté orthogonal du point M sur la droite D, appelée directrice.
Il apparaît dans la formule des coniques donnée en coordonnées polaires à partir de l'un de ses foyers :
{\displaystyle r(\theta )={\frac {p}{1-e\cos \theta }}}.
Lorsque la valeur de e tend vers l'infini, la conique dégénère en une ligne droite : la droite D, sa directrice.

## Lien avec une définition bifocale
Les ellipses et les hyperboles possèdent des définitions bifocales. Soient F et F' deux points et O le milieu de [FF'], c la distance OF et a un réel positif.
pour c < a, l'ensemble des points M tels que F'M + FM = 2a est une ellipse de foyer F (ou F') et d'excentricité e = c/a
pour c > a, l'ensemble des points M tels que |F'M - FM| = 2a est une hyperbole de foyer F (ou F') et d'excentricité e = c/a
si F et F' sont confondus, c'est-à-dire si c est nul, la définition bifocale donne le cercle de centre O (confondu avec F) et de rayon a avec une excentricité nulle.
On peut ainsi voir l'excentricité comme un outil de déformation d'un cercle de centre O et de rayon a
- si e = 0, la définition bifocale donne un cercle de centre O et passant par A et A' diamétralement opposés.
- pour 0 < e < 1, le centre se dédouble en deux foyers F et F' sur l'axe (AA') et tels que OF'=OF=eOA, et le cercle se transforme en une ellipse de grand axe [AA']
- pour 1 < e, les foyers continuent à s'éloigner du centre, et le cercle devient une hyperbole de sommets A et A'.

## Note
1. ↑  La variable e, généralement utilisée pour représenter une excentricité, n'a aucun rapport avec la constante e des exponentielles.